# 오리온자리 시그마
오리온자리 시그마(σ Orionis / σ Ori)는 오리온자리에 있는 다중성계이다. 지구로부터는 약 1,150 광년 떨어져 있다. 질량이 큰 항성들은 다중성계의 일원일 경우가 많지만, 오리온자리 시그마는 그 중에서도 흔치 않은, 다섯 개의 별이 중력으로 묶여 있는 오중성계이다.
밝은 본체는 쌍성 오리온자리 시그마 A와 B로 이루어져 있으며 둘 사이 각거리는 0.25초각에 불과하다. 두 별 다 수백만 년밖에 나이를 먹지 않은 주계열성이다. 둘 중 밝은 A는 겉보기 등급 4.2의 분광형 O의 주계열성으로 지금까지 발견된 별들 중 가장 밝은 별들의 반열에 들어간다. 반성 B는 분광형 B의 주계열성으로 겉보기 등급은 5.1이다. 둘은 90천문단위 거리를 두고 170년에 서로를 한 번 공전한다. 두 별의 유효 온도는 각각 32,000 및 29,600켈빈으로 태양 밝기의 35,000, 30,000배에 이른다. 둘의 질량은 각각 태양의 18배, 13.5배로, 밤하늘에 보이는 쌍성들 중 가장 질량이 무거운 짝을 이룬다.
오리온자리 시그마 항성계에서 AB 다음으로 밝은 짝은 D와 E로 이 둘은 각각 AB에서 4,600, 15,000 천문단위 떨어져 있다. 둘 다 분광형 B의 주계열성으로 겉보기 등급은 각각 6.62, 6.66으로 둘은 거의 비슷한 급이다. 둘 중 오리온자리 시그마 E는 특이하게도 '헬륨이 풍부한' 항성의 원형으로, 다른 비슷한 항성들에 비해 헬륨의 양이 월등하게 많다.
마지막 구성원인 오리온자리 시그마 C는 분광형 A의 주계열성이다. C는 AB에서 3,900 천문단위 떨어져 있다.
AB의 공전 궤도는 안정적인 반면 나머지 세 별의 공전 궤도들은 불안정하다. 따라서, 이들은 생명을 마치기 전 중력적으로 서로의 속박에서 벗어나 항성계를 떠날 것으로 보인다.